# Hongmao (köpinghuvudort i Kina, Hainan Sheng, lat 19,03, long 109,67)
Hongmao är en köpinghuvudort i Kina. Den ligger i provinsen Hainan, i den södra delen av landet, omkring 130 kilometer sydväst om provinshuvudstaden Haikou. Antalet invånare är 8 153. Befolkningen består av 3 498 kvinnor och 4 655 män. Barn under 15 år utgör 20,0 %, vuxna 15-64 år 73 %, och äldre över 65 år 6,0 %.
Runt Hongmao är det ganska tätbefolkat, med 60 invånare per kvadratkilometer. Hongmao är det största samhället i trakten. I omgivningarna runt Hongmao växer i huvudsak städsegrön lövskog.
Genomsnittlig årsnederbörd är 2 305 millimeter. Den regnigaste månaden är juli, med i genomsnitt 380 mm nederbörd, och den torraste är januari, med 15 mm nederbörd.